# نوک‌داسی‌های دم‌کوتاه
نوک‌داسی‌های دم‌کوتاه (نام علمی: Drepanornis) نام یک سرده از تیره مرغ بهشت است.

## گونه‌ها
- نوک‌داسی نوک‌سیاه, Drepanornis albertisi.
- نوک‌داسی نوک‌مات, Drepanornis bruijnii.